# Gian Burrasca (album)
Gian Burrasca è il terzo album della  cantante italiana Rita Pavone, pubblicato su vinile dall'etichetta discografica RCA nel 1965.
Nel 1964 Rita Pavone prende parte come protagonista al celebre sceneggiato televisivo Il giornalino di Gian Burrasca, trasmesso dalla RAI, in otto puntate, il sabato, in prima serata dal 19 dicembre 1964 al 6 febbraio 1965 e replicato nel 1973, nel 1982 e nel 2012 da (Rai 5).
Destinato ad un pubblico giovanile, ma trasmesso in prima serata per guadagnare anche una audience più matura, era liberamente ispirato all'omonimo romanzo scritto da Vamba nel 1907 e pubblicato inizialmente a puntate sul Giornalino della Domenica.
Fu pubblicata la colonna sonora dello sceneggiato, scritta interamente da Lina Wertmüller, regista della serie, su musiche di Nino Rota dirette da Luis Bacalov (accreditato come Luis Rodriguez).

## Edizioni
Dall'album fu estratto come singolo a 45 giri il brano Viva la pappa col pomodoro che ottenne un grande successo e viene ricordato ancora oggi: è usato anche nel programma di Antonio Ricci Paperissima Sprint, in onda su Canale 5. Il disco fu ristampato diverse volte negli anni, in occasione delle repliche televisive della serie:
- Prima stampa italiana in versione mono pubblicata su etichetta RCA con numero di catalogo PML 10380;
- Stampa per il Venezuela in versione mono pubblicata su etichetta RCA Victor con numero di catalogo PML 10380;
- Stampa per il Giappone in versione mono con diverso artwork pubblicata su etichetta Victor con numero di catalogo SHP-5469;
- Ristampa per l'Italia in versione Stereo8 pubblicata su etichetta RCA Italiana nel 1973, in occasione della prima replica televisiva con numero di catalogo LP8S 10606;
- Seconda stampa per l'Italia in versione Stereo8 pubblicata su etichetta RCA Italiana nel 1977, in occasione della seconda replica televisiva con numero di catalogo LP8S 21041; il titolo di questa ristampa è indicato come Il giornalino di Gian Burrasca con Rita Pavone
- Prima ristampa per l'Italia in versione CD pubblicata su etichetta RCA Original Cast nel 1999 per la collana Original Soundtrack, pubblicata in versione estesa rispetto all'originale, con l'aggiunta di altri 14 brani della colonna sonora mai pubblicati prima; il titolo di questa ristampa è indicato come Il giornalino di Gian Burrasca.

Dell'album non esiste una versione pubblicata in download digitale e per le piattaforme streaming.

## Tracce

### Lato A
1. Viva la pappa col pomodoro
2. Casa mia
3. Il serraglio
4. Stasera sogno
5. I tigrotti di Mompracem
6. Le piccole stazioni
7. Gian Burrasca

### Lato B
1. Sei la mia mamma
2. Tango della scuola
3. Nostalgia di casa
4. Le bugie e la verità
5. Un amico
6. I gatti di Roma
7. Addio giornalino

## Tracce della versione CD
1. Viva la pappa col pomodoro
2. Casa mia
3. Il serraglio
4. Stasera sogno
5. I tigrotti di Mompracem
6. Le piccole stazioni
7. Gian Burrasca
8. Sei la mia mamma
9. Tango della scuola
10. Nostalgia di casa
11. Le bugie e la verità
12. Un amico
13. I gatti di Roma
14. Addio giornalino
15. Non è giusto
16. Che scherzi fa l'amore
17. Società segreta
18. Il 1909
19. L'ho fatta grossa
20. Fidanzamento segreto
21. No prigioniero no
22. Charleston
23. La Befana di piazza Navona
24. Ballo dei lancieri
25. Che scherzo riuscitissimo
26. Non è giusto
27. Capodanno

## Formazione
- Rita Pavone - voce
- Anton Karas - cetra da tavolo (traccia 1)
- Luis Enriquez Bacalov - arrangiamenti orchestra